# 一ツ木町
一ツ木町（ひとつぎちょう）は、愛知県刈谷市の町名。郵便番号は448-0003（集配局：刈谷郵便局）。

## 歴史
- 1889年（明治22年） - 町村制の施行によって碧海郡一ツ木村が成立。
- 1906年（明治39年） - 一ツ木村などの合併によって碧海郡富士松村が発足。富士松村の大字として一ツ木が設置される。
- 1923年（大正12年）4月1日 - 愛知電気鉄道（現・名鉄名古屋本線）の駅として一ツ木駅が開業。
- 1955年（昭和30年） - 富士松村が刈谷市に編入される。刈谷市の大字として一ツ木が設置される。
- 1970年（昭和45年） - 刈谷市の町名として一ツ木町が成立。
- 1991年（平成3年）4月1日 - 刈谷市立平成小学校が開校。

### 行政区の変遷
| 郡     | 明治1年-明治21年 | 明治1年-明治21年    | 明治22年 町村制 | 明治24年-明治39年   | 明治39年-昭和30年     | 昭和30年-現在       |
| ------ | ---------------- | ------------------- | --------------- | ------------------- | --------------------- | ------------------- |
| 碧海郡 | 泉田村           | 明治11年合併 逢見村 | 逢見村          | 逢見村              | 明治39年合併 富士松村 | 昭和30年合併 刈谷市 |
| 碧海郡 | 今岡村           | 明治11年合併 逢見村 | 逢見村          | 逢見村              | 明治39年合併 富士松村 | 昭和30年合併 刈谷市 |
| 碧海郡 | 今川村           | 明治11年合併 逢見村 | 逢見村          | 逢見村              | 明治39年合併 富士松村 | 昭和30年合併 刈谷市 |
| 碧海郡 | 一ツ木村         | 一ツ木村            | 一ツ木村        | 一ツ木村            | 明治39年合併 富士松村 | 昭和30年合併 刈谷市 |
| 碧海郡 | 築地村           | 築地村              | 一ツ木村        | 一ツ木村            | 明治39年合併 富士松村 | 昭和30年合併 刈谷市 |
| 碧海郡 | 井ヶ谷村         | 井ヶ谷村            | 境村            | 境村                | 明治39年合併 富士松村 | 昭和30年合併 刈谷市 |
| 碧海郡 | 西境村           | 西境村              | 境村            | 境村                | 明治39年合併 富士松村 | 昭和30年合併 刈谷市 |
| 碧海郡 | 東境村           | 東境村              | 境村            | 明治24年分村 東境村 | 明治39年合併 富士松村 | 昭和30年合併 刈谷市 |

## 教育
公立小学校・公立中学校に通う場合、学区は以下の通りとなる。
| 番・番地等                                                        | 小学校                 | 中学校               |
| ----------------------------------------------------------------- | ---------------------- | -------------------- |
| 大坪、6丁目、7丁目、8丁目、 竹下の一部、大師井の一部、1丁目の一部 | 刈谷市立かりがね小学校 | 刈谷市立雁が音中学校 |
| かりがね小学校区を除く範囲                                        | 刈谷市立平成小学校     | 刈谷市立雁が音中学校 |

## 施設
- 名鉄名古屋本線一ツ木駅
- 刈谷市立平成小学校
- 刈谷市一ツ木福祉センター
- 刈谷一ツ木郵便局
- ハビリス一ツ木
- シミズ工業
- 豊電子工業

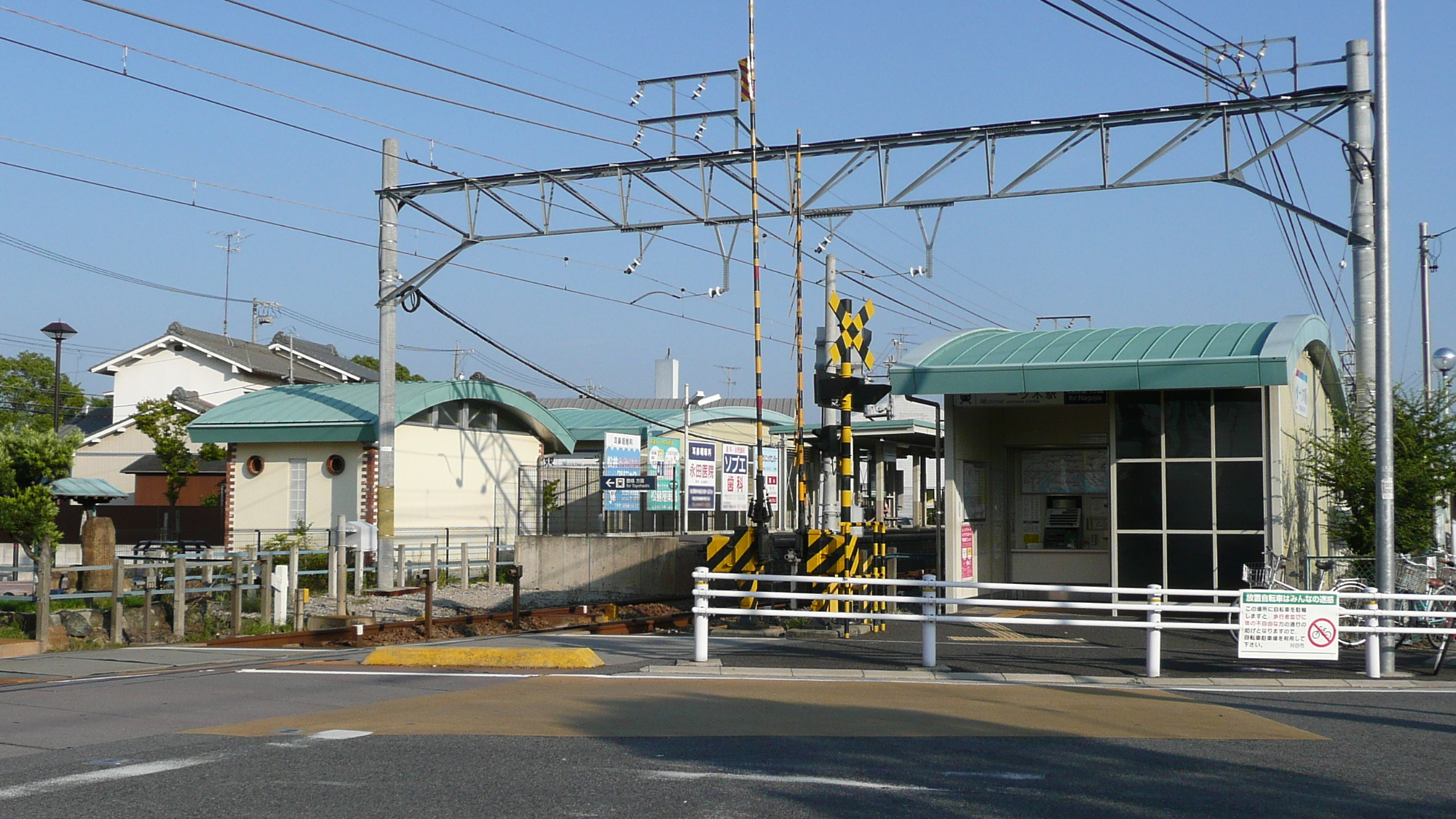
一ツ木駅
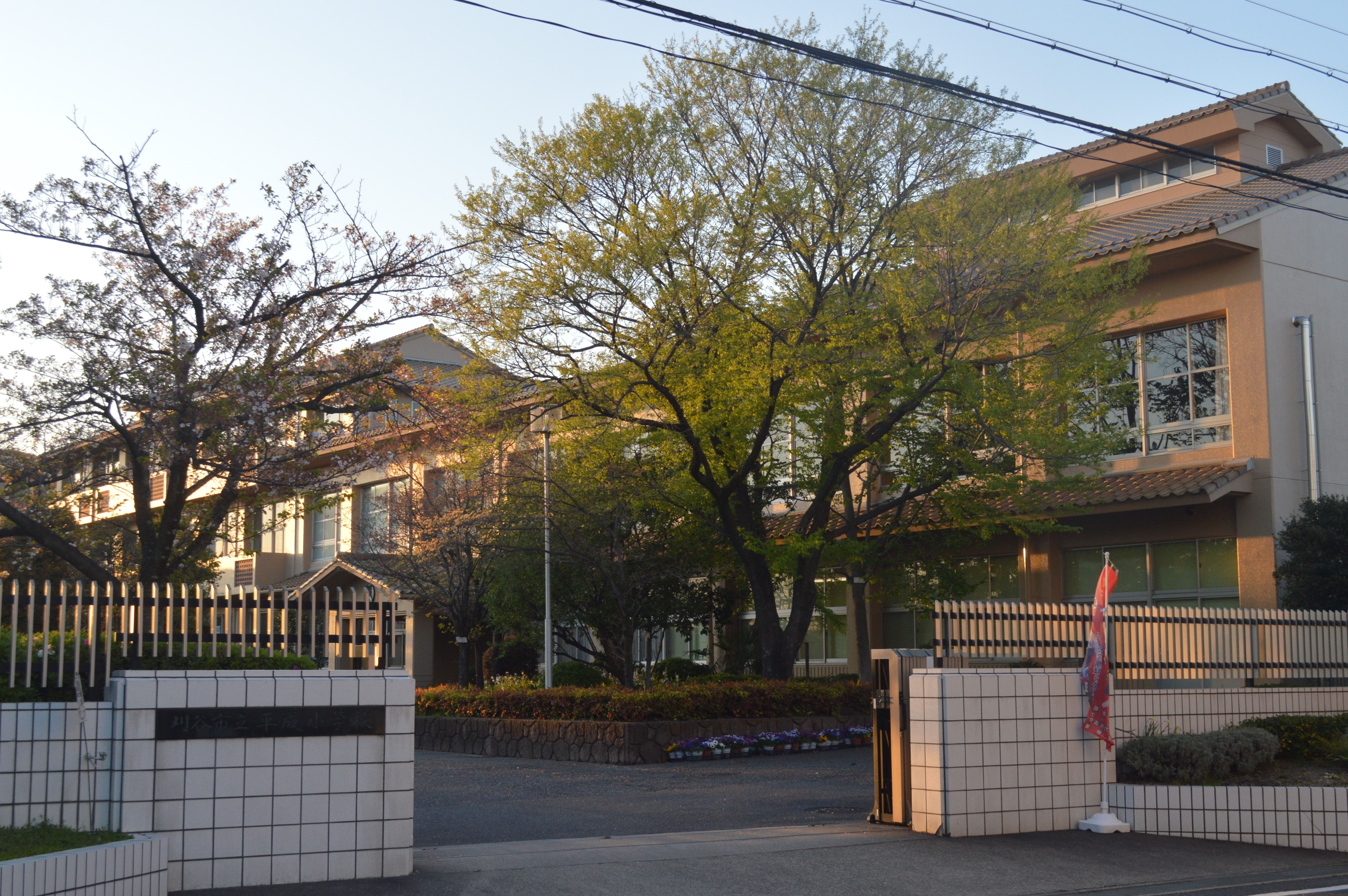
刈谷市立平成小学校
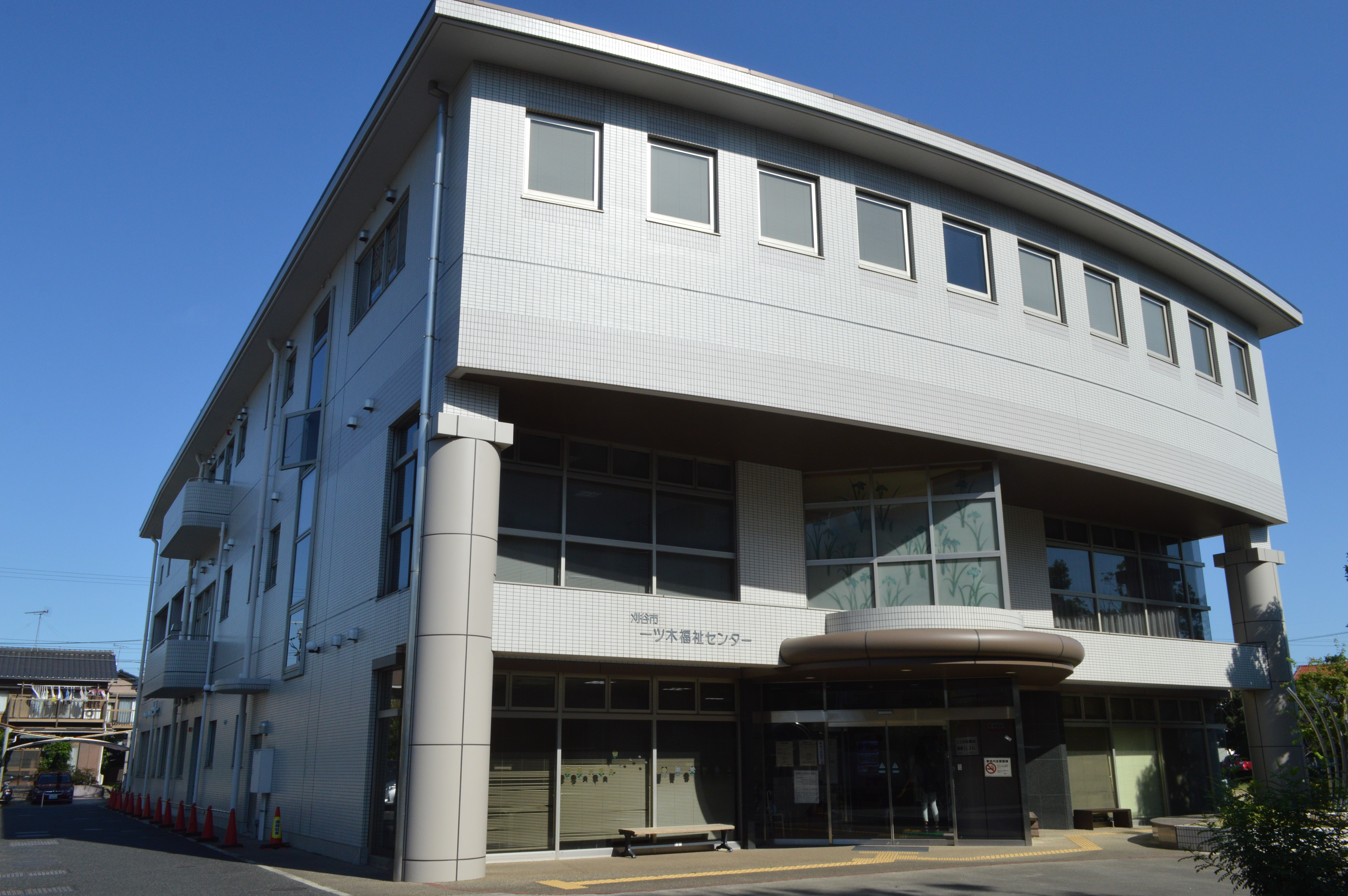
刈谷市一ツ木福祉センター
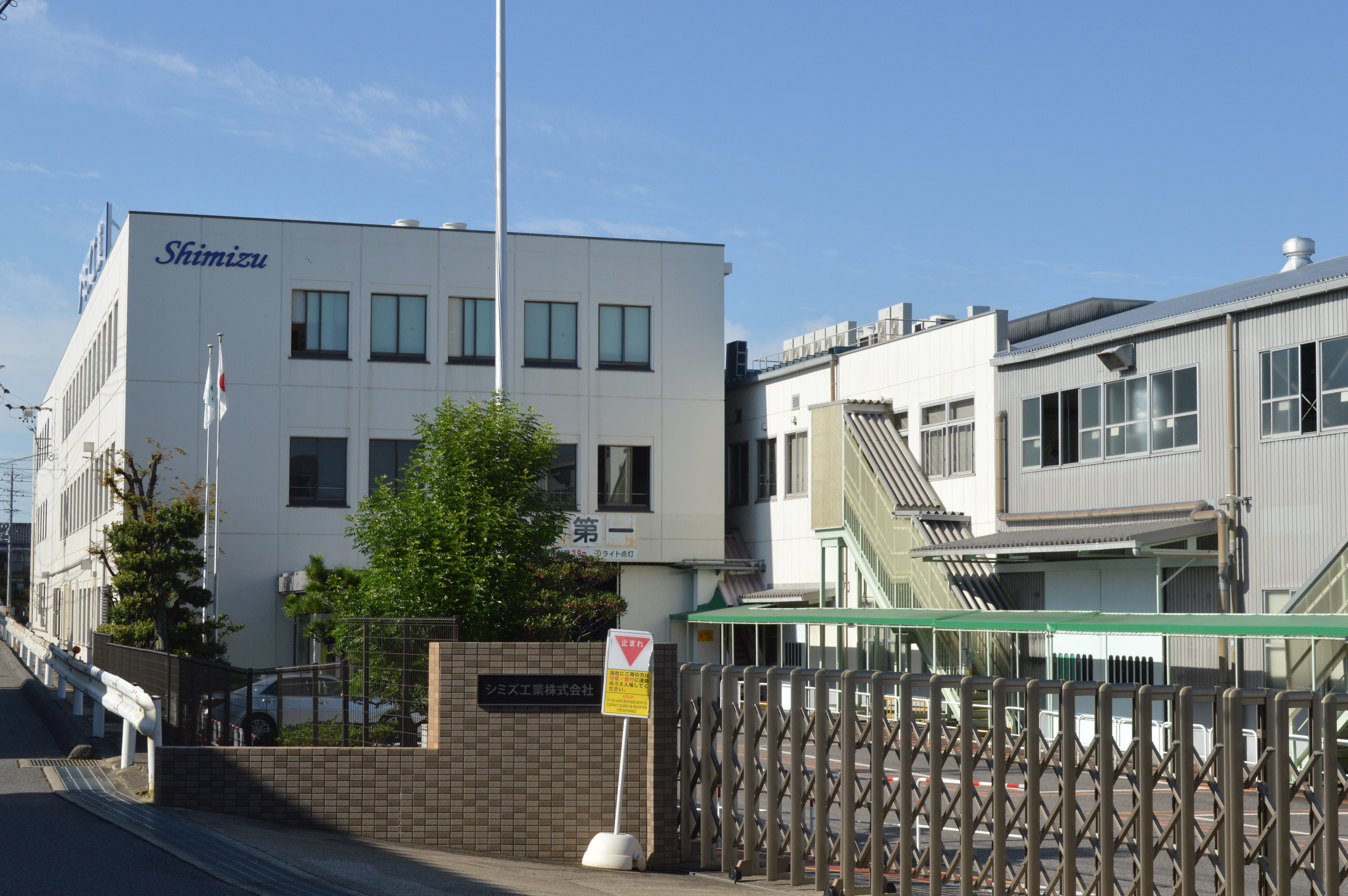
シミズ工業
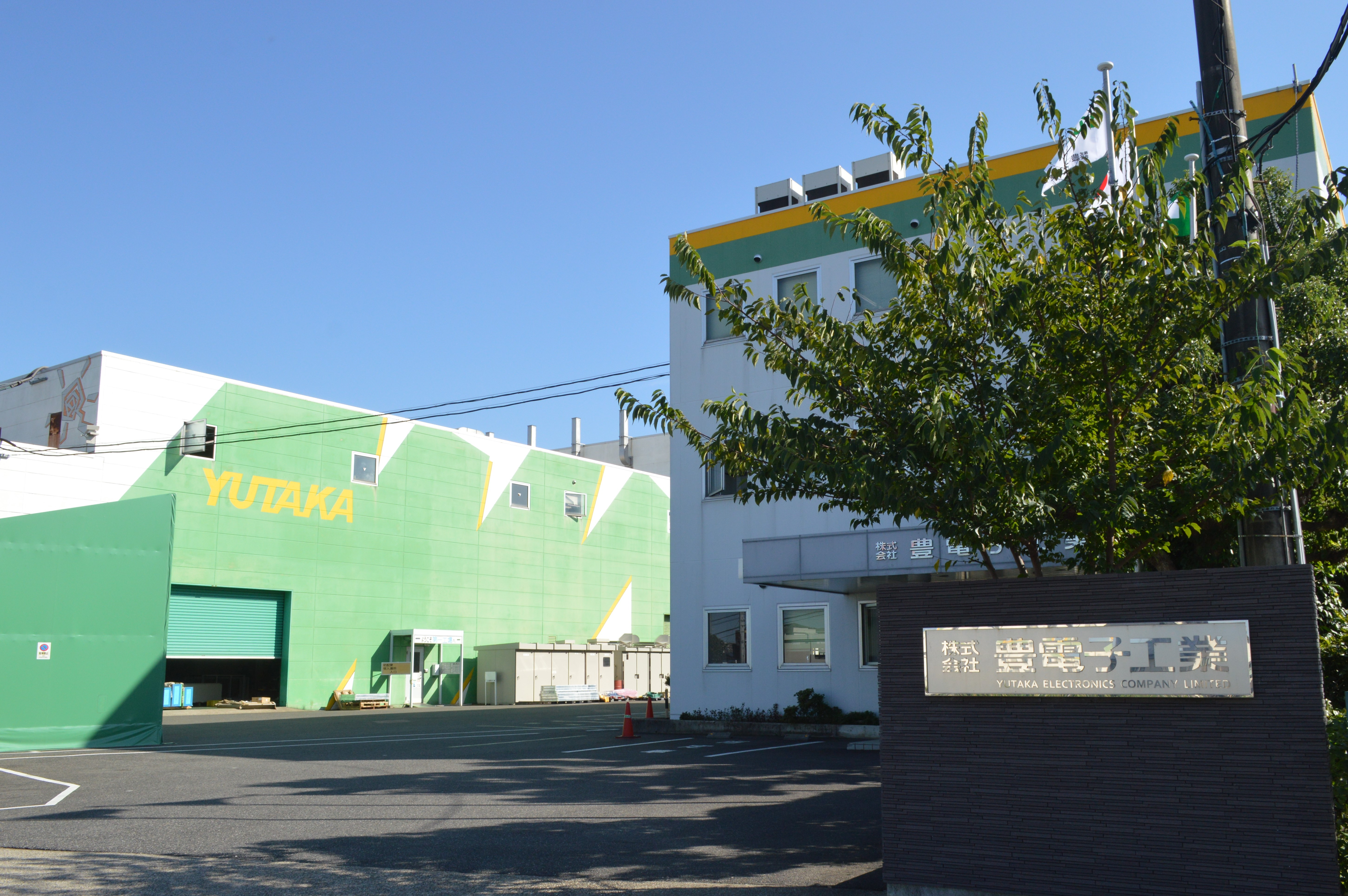
豊電子工業

## 名所・旧跡

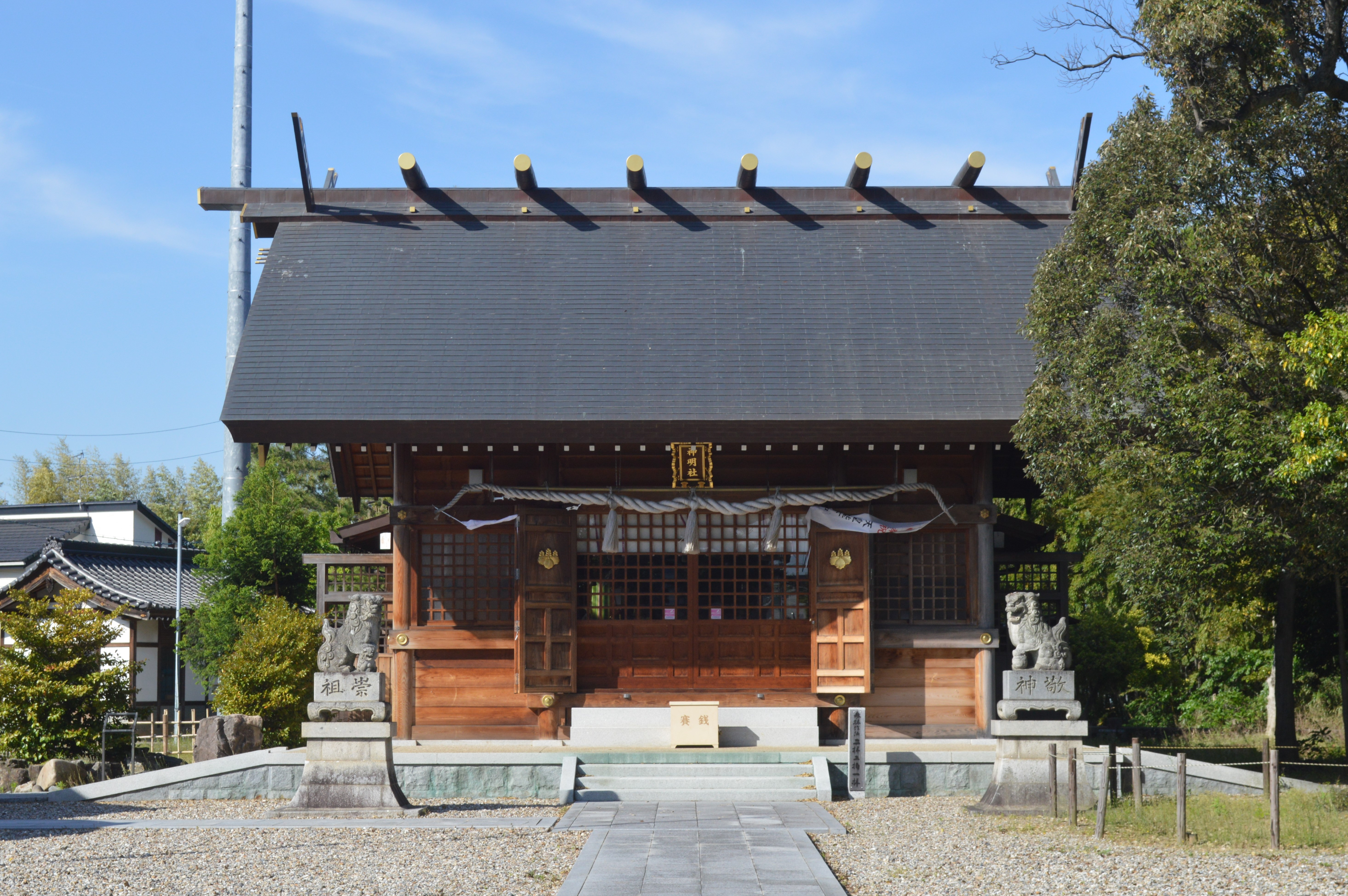
神明社

- 神明社 - 村社。一ツ木神明社とも呼ばれる。境内には江戸幕府に助郷役の負担軽減を訴えた生駒甚兵衛の碑がある[6]。
- 西福寺 - 曹洞宗の寺院[6]。もとは天台宗の寺院であり、慶長8年（1603年）に現行名に改称した[6]。三河三弘法のひとつ[6]。
- 薬師寺 - 曹洞宗の寺院。
- 法林寺 - 真宗大谷派の寺院[6]。
- 泉龍寺 - 単立の寺院。
- 芋川遺跡 - 縄文時代中期から奈良時代にかけての複合遺跡[7]。「刈谷西部の縄文遺跡」として愛知県指定史跡。跡地は芋川公園（2000年整備）[7]。
- 茶煎坊遺跡 - 縄文時代中期後葉の遺跡[6][8]。滅失している[8]。
- 上カス貝塚 - 縄文時代後期の遺跡[6][8]。
- 石亀用水紀功碑 - 明治用水に関連する用水の石碑。1917年（大正6年）建立。

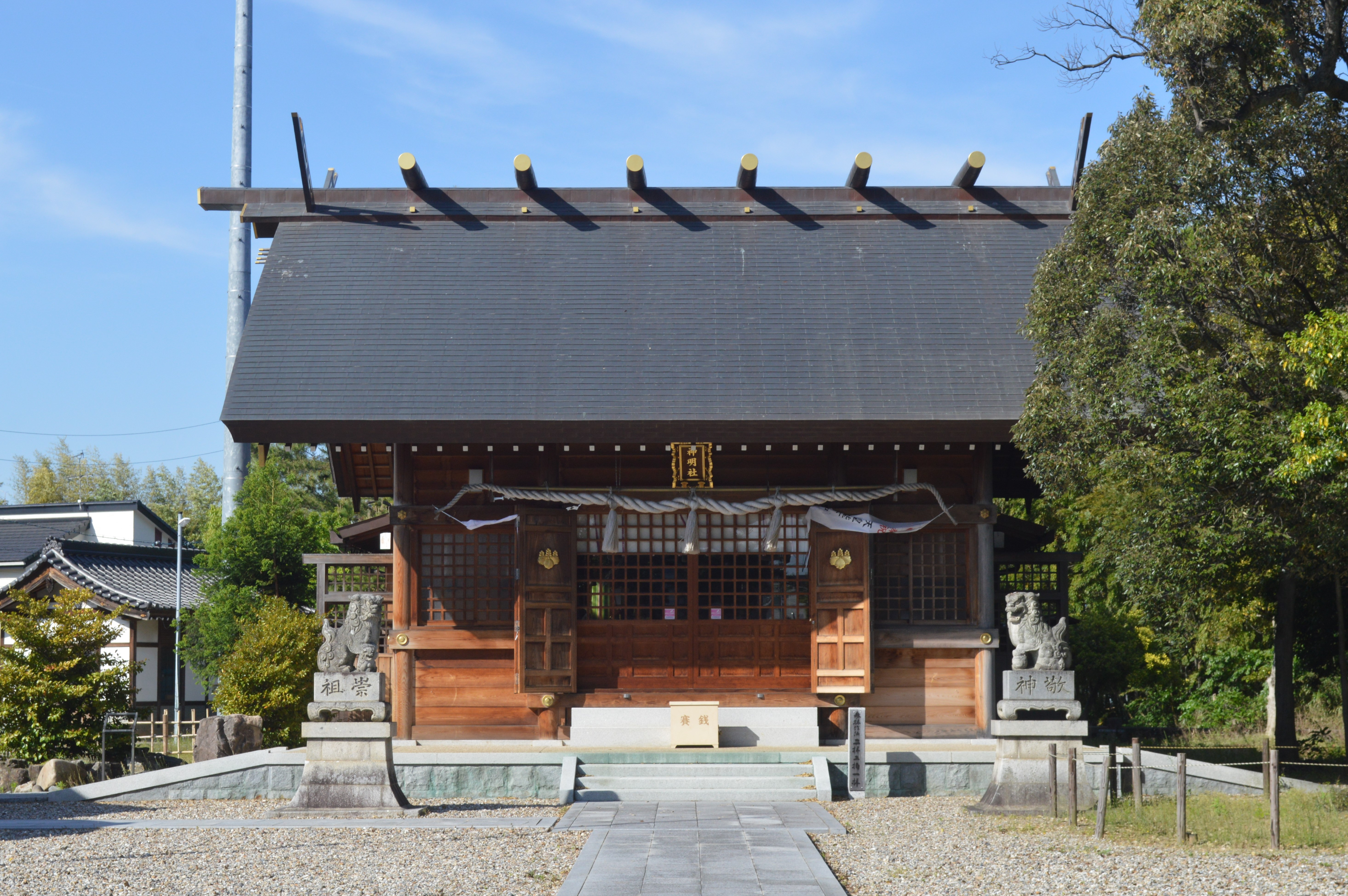
神明社
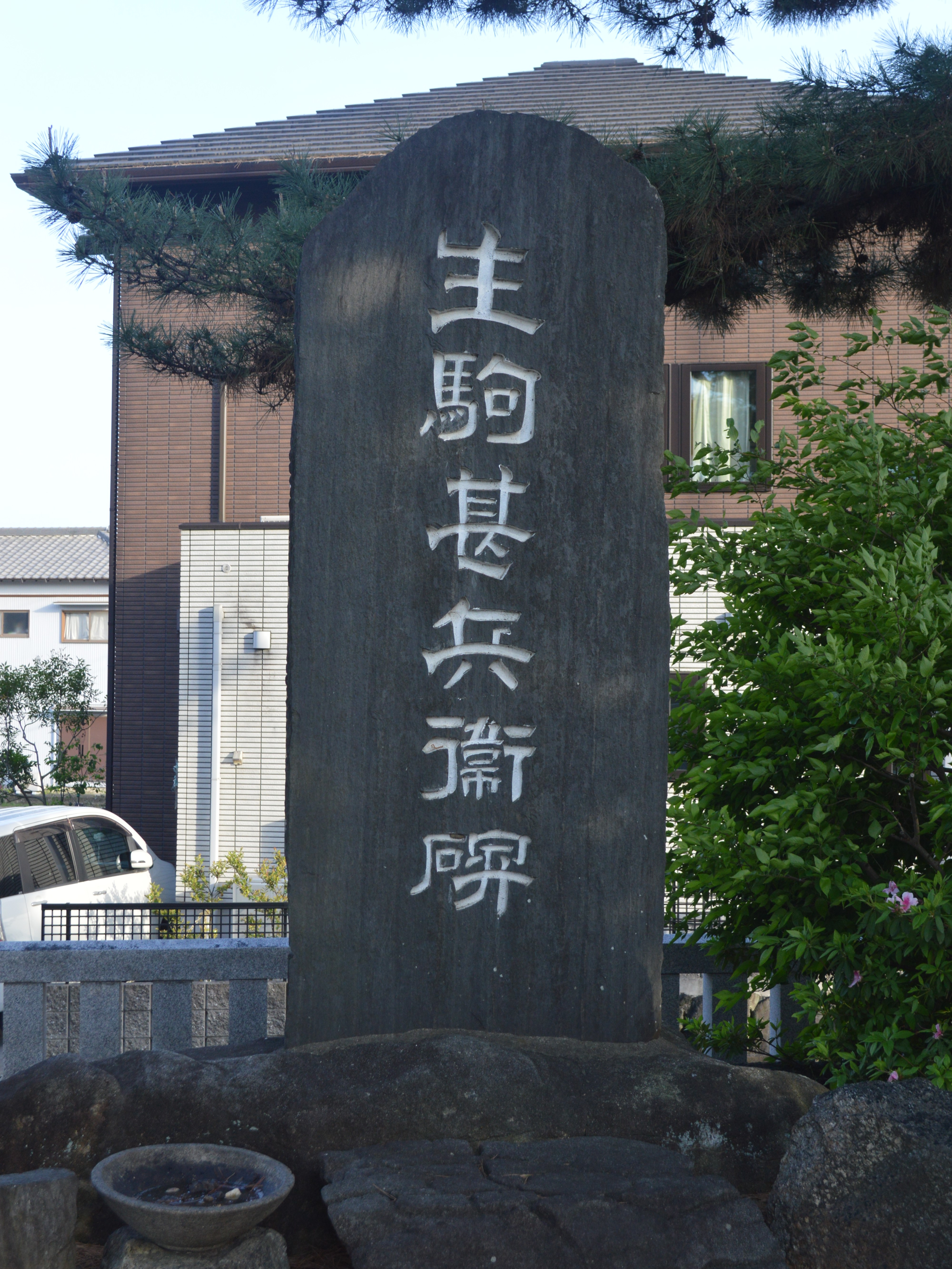
生駒甚兵衛碑
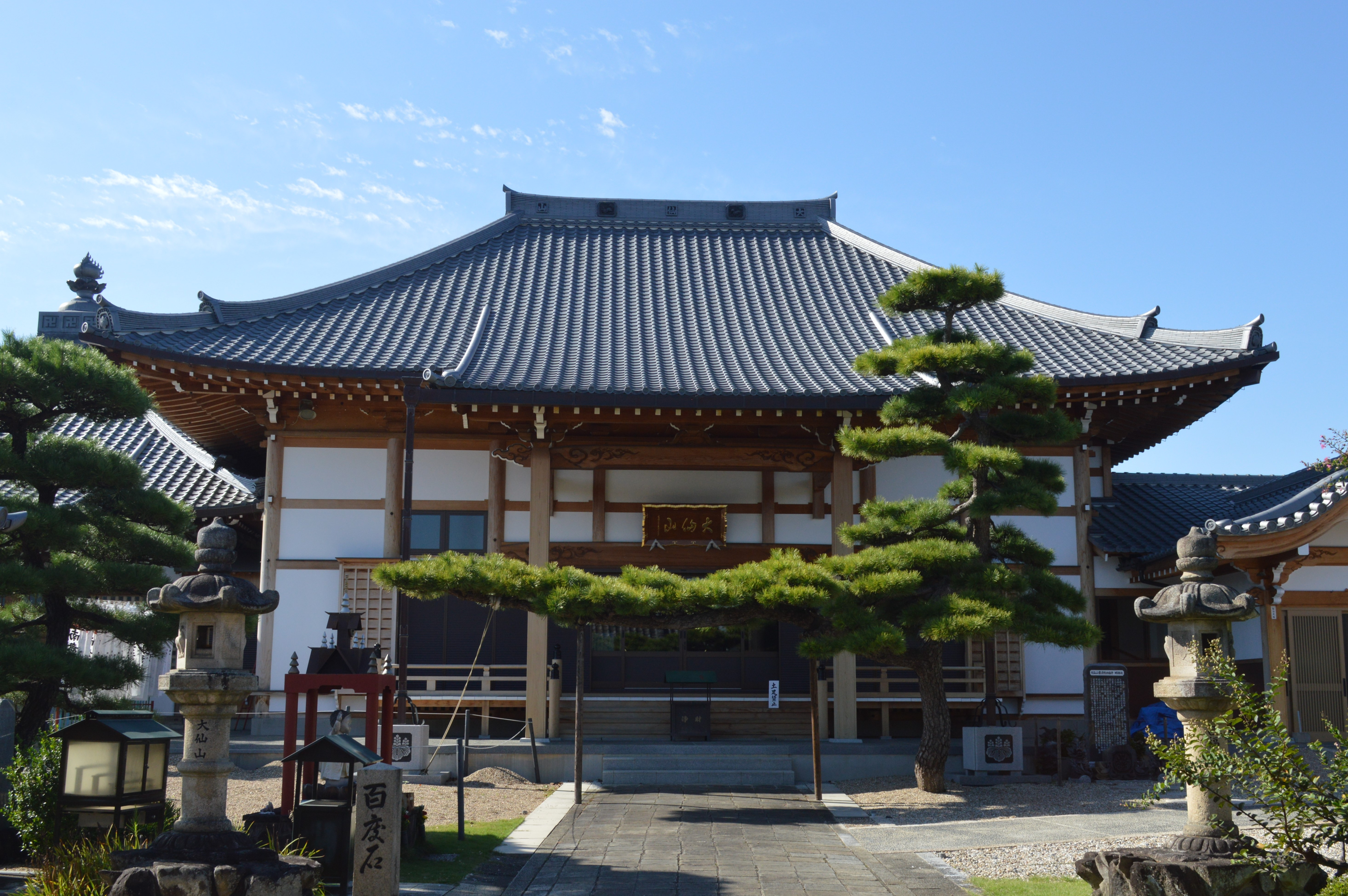
西福寺
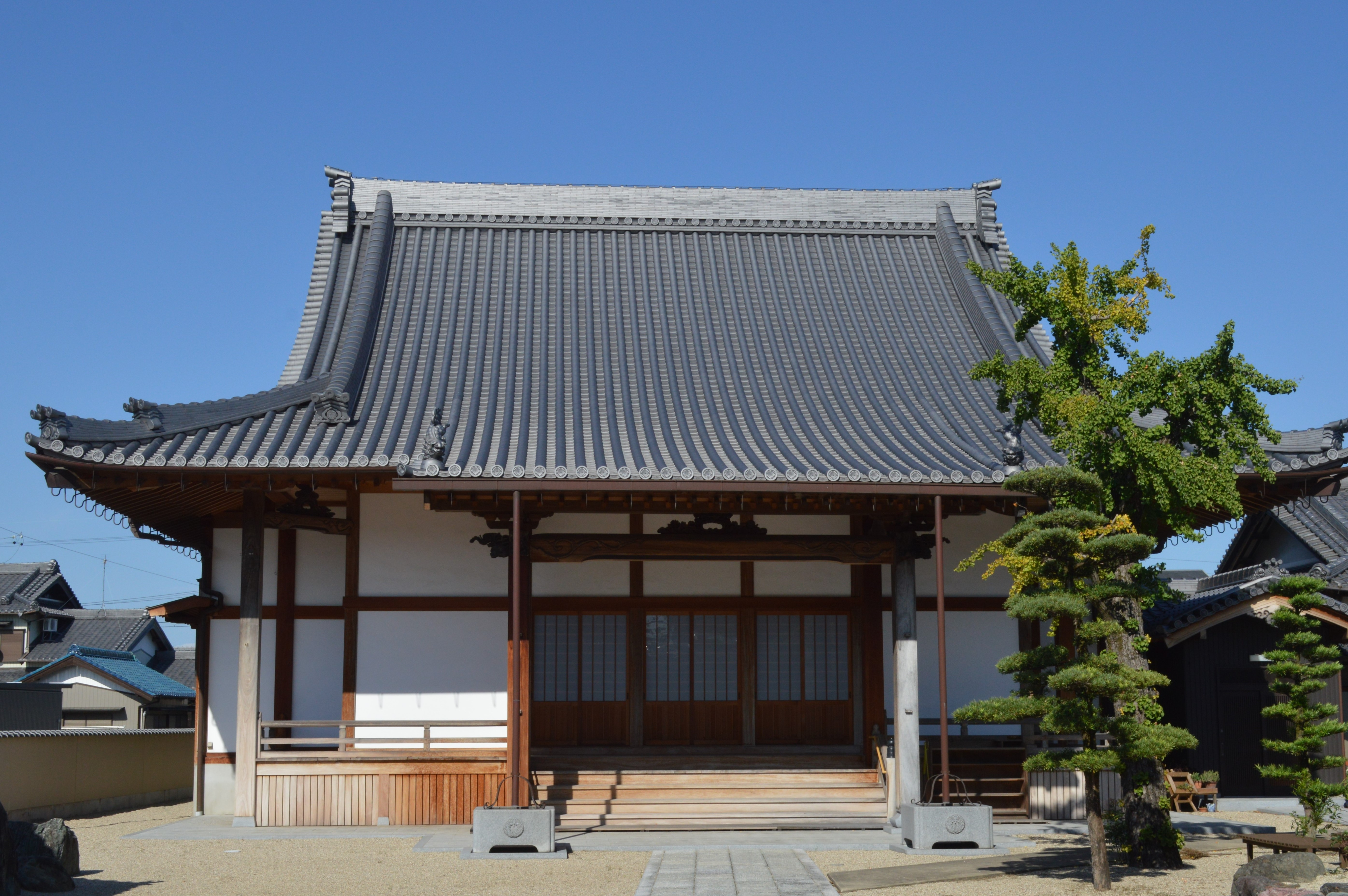
法林寺
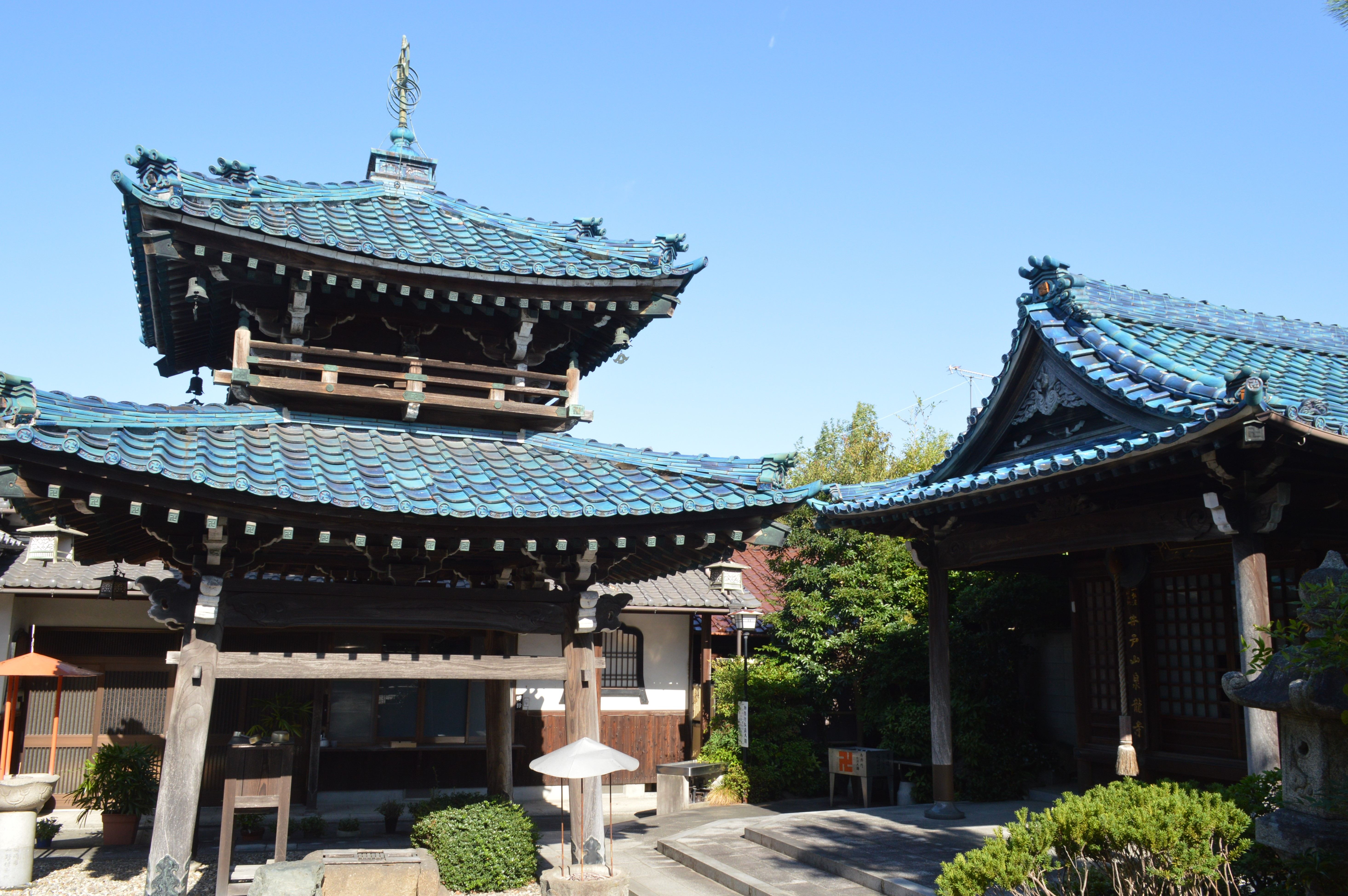
泉龍寺
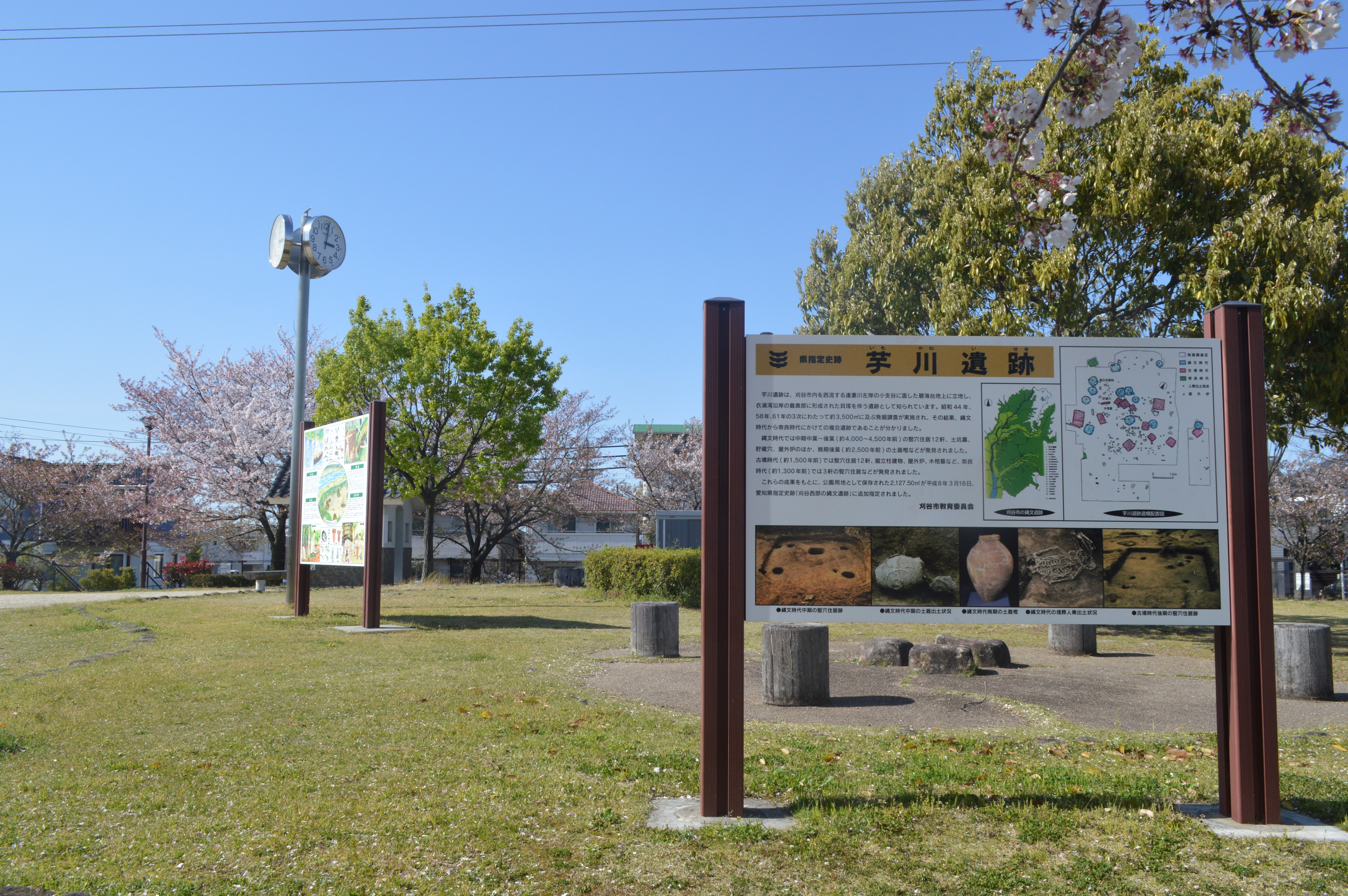
芋川遺跡跡地の芋川公園
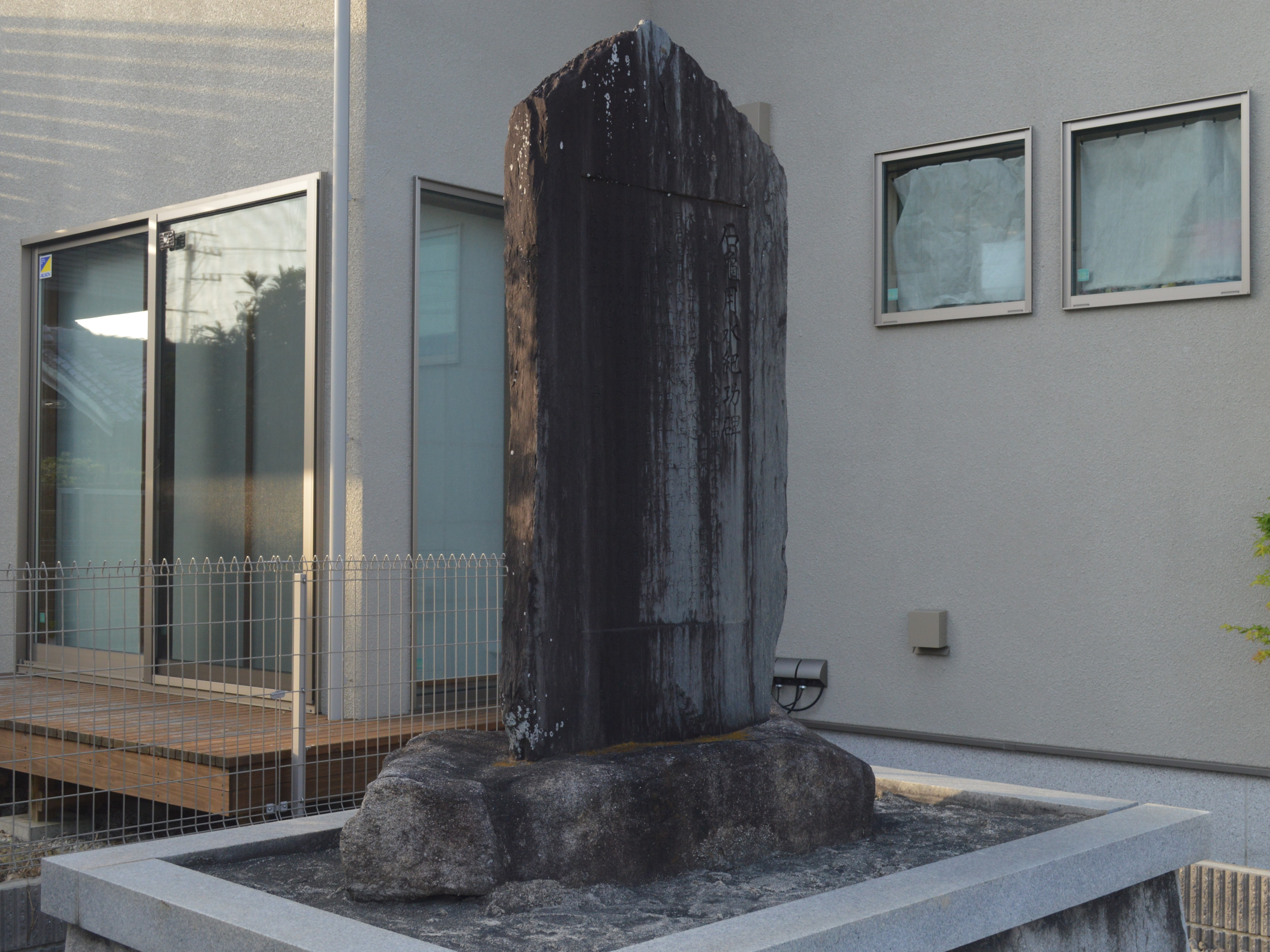
石亀用水紀功碑